# Pfarrkirche Salzburg-St. Elisabeth

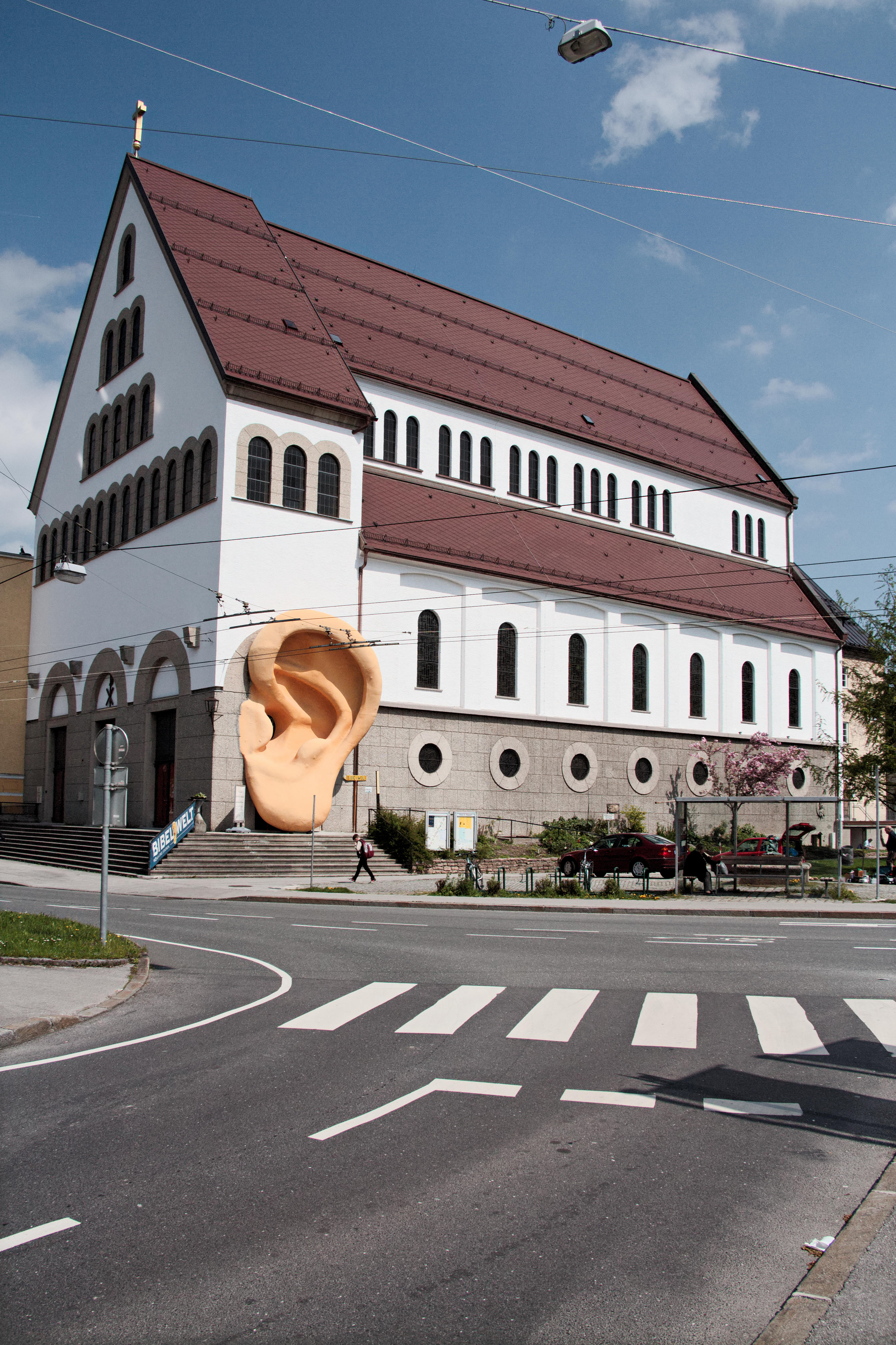
Elisabethkirche

Die Europäische Friedenskirche St. Elisabeth ist eine römisch-katholische Pfarrkirche in der Elisabeth-Vorstadt, einem Stadtteil von Salzburg. Die 1939 errichtete Pfarre Salzburg-St. Elisabeth gehört zum Stadtdekanat Salzburg des Erzbistums Salzburg und ist der Hl. Elisabeth von Thüringen geweiht, Patroziniumstag ist der 19. November.
Neben der Kirche steht das 1685 errichtete Caspisschlössl, in dem der Pfarrhof Salzburg-St. Elisabeth untergebracht ist.

## Geschichte
Die Stadtentwicklung Froschheims zur heutigen Elisabeth-Vorstadt setzt ab dem Bau des Salzburger Hauptbahnhofs der Eisenbahnlinie von Wien nach Salzburg, der „Westbahn“ (Kaiserin Elisabeth-Bahn) 1860 ein.
Ab 1931 bestand hier eine Filiale (Filialkirche Froschheim) von St. Andrä. Sie wurde ab 1932 – als Kaplanei – von Kalasantiner-Patres,
ab 1934 von Jesuiten-Patres (Österreichische Provinz, deren Niederlassung 1953 aufgelassen) betreut.

1931 bis 1932 stand am Ort eine Marienkapelle samt großem Keller, die als Krypta der geplanten Kirche gedacht war. Hermann Rehrl hatte sie entworfen. Der große kellerartige Raum, als Unterkirche geplant und 1935 erbaut, sollte später für einige Jahrzehnte dem Amateur- und Laientheater Elisabethbühne und diversen Konzertveranstaltern aus Jazz und Pop, sowie für Kabarett als vielbesuchter Veranstaltungsort dienen.
Als Pfarrhof dient seit dieser Zeit das von Giovanni Gaspare Zuccalli für die freieigenen Herren von Caspis im Jahr 1685 errichtete Caspisschlössl, das später auch Schloss Schöneck und danach Villa Haimerle genannt wurde. Das Haus steht unter Denkmalschutz und beherbergt heute auch den Pfarrkindergarten.
22. Februar 1939 wurde dann von Erzbischof Waitz die Kaplanei unter dem Titel St. Elisabeth zur Pfarre erhoben und der Hl. Elisabeth von Thüringen gewidmet (Patroziniumstag 19. November).
Der nur ansatzweise errichtete Kirchenneubau wurde 1944 durch Bomben schwer beschädigt und die Unterkirche nach dem Krieg wiederaufgebaut.
Die Elisabethkirche nennt sich Europäische Friedenskirche St. Elisabeth, sie war durch Spenden aus Österreich, Deutschland und der Schweiz finanziert worden und war die erste Pax-Christi-Kirche Österreichs. Für die Finanzierung ist dem unermüdlichen Einsatz des damaligen Stadtpfarrers Franz Wesenauer zu danken.
Vom Ende des Fürsterzbistums 1803 bis 1979 gehörte das heutige Pfarrgebiet teils zum Stadtdekanat Salzburg, teils zum Dekanat Bergheim (Pfarre Itzling ab 1912), bis 2011 zum Dekanat Salzburg-Ost, dann wurde das umfassende Stadtdekanat wieder errichtet, und Gnigl dem Pfarrverband Salzburg-Itzling – Salzburg-St.Andrä – Salzburg-St.Elisabeth – Salzburg-St.Severin zugeteilt (PV 2, Nordosten der Stadt, Itzling, Elisabeth-Vorstadt, Schallmoos, Langwied, Gnigl-Nord).
Das Pfarrgebiet umgrenzt sich Salzach – Bahnlinie nach Bayern – Gleise des Hauptbahnhofs (der Bahnhof miteinbezogen) – Gleise zur (ehemaligen) Shell-Niederlassung – von dort in gerader Linie zur Salzach.
Die an der Kirche vorbeiführende Plainstraße, die von Bildstöcken gesäumt wird, ist seit Jahrhunderten der Pilger- und Wallfahrtsweg aus der Stadt hinaus auf den Plainberg mit der Wallfahrtskirche Maria Plain.
Die Pfarre umfasst heute um die 2.300 Gläubige. Pfarrer ist derzeit Stadtpfarrer Heinrich Wagner.

## Baubeschreibung
Die Kirche St. Elisabeth wurde – auf der Krypta der Vorkirche als Unterkirche – in den wesentlichen Teilen 1953–1955 in Form einer mächtigen dreischiffigen Basilika errichtet, die an frühchristliche Bauelemente und damit auch an frühchristliches Gedankengut anknüpfen will. Die Pläne der Kirche stammen von Bruno Maria Apollonj Ghetti, und können dem Neohistorismus zugeordnet werden;
eine baugleiche Kirche steht in Italien.
Geplant war auch ein mächtiger runder Campanile, dessen Aussichtsplattform man für Eintrittsgeld per Aufzug hätte erreichen können. Da in der Nähe fast zeitgleich das Hochhaus Hotel Europa mit einem Aussichts-Café im obersten Stockwerk entstand, gab Pfarrer Franz Wesenauer den Bau des Turmes zu Gunsten eines kleinen Altersheimes, das über der Sakristei an die Kirche angefügt wurde, auf.
Das Interieur stellt sich im Raumkonzept mit dreiseitig-rundumlaufender Empore und Rundbögen ebenfalls traditionell dar, aber in der absolut schmucklosen, auf den Formalismus der Linien reduzierten Ausführung in Art des italienischen Rationalismus. Bekannt ist die Kirche für ihre gute Akustik, die sie für die Darbietung geistlicher Musik besonders geeignet macht.